# Meminisse Iuvat
Meminisse Iuvat (latín: Es útil recordar) es la última encíclica redactada por Pío XII y publicada el 14 de julio de 1958. Trata sobre la oración para una Iglesia perseguida.